# آصف‌آباد (سرخس)
آصف‌آباد (سرخس)، روستایی از توابع بخش مرکزی شهرستان سرخس در استان خراسان رضوی ایران است.

## جمعیت
این روستا در دهستان تجن قرار دارد و براساس سرشماری مرکز آمار ایران در سال ۱۳۸۵، جمعیت آن ۴۶۳ نفر (۹۹خانوار) بوده‌است.